# Unborn Child
Unborn Child es el sexto álbum de estudio del dúo musical estadounidense Seals & Crofts. Fue publicado el 8 de febrero de 1974 a través de Warner Bros. Records.

## Recepción de la crítica
Un escritor no especificado de la revista Cash Box escribió: “Como de costumbre, las armonías distintivas y el suave trabajo de guitarra de los días de «Summer Breeze»/«Diamond Girl» están presentes en abundancia. Este álbum es fantástico y desde el corazón”. Un escritor no especificado de la revista Billboard escribió: “Dependiendo de las preferencias de cada uno, hay muchos motivos para la alegría. El trabajo vocal del equipo es impecablemente claro; el trabajo de guitarra es explosivo e inventivo. Incluso hay un toque de música country que une el pop con lo esotérico”.

## Lista de canciones
Todas las canciones escritas y compuestas por James Seals y Dash Crofts, excepto donde esta anotado. 
| Lado uno |                                       |          |  |
| N.º      | Título                                | Duración |  |
| 1.       | «Prelude» (David Paich)               | 0:40     |  |
| 2.       | «Windflowers» (J. Seals, Danny Seals) | 3:46     |  |
| 3.       | «Desert People»                       | 3:28     |  |
| 4.       | «Unborn Child» (Lana Bogan, Seals)    | 3:53     |  |
| 5.       | «The Story of Her Love»               | 3:30     |  |
| 6.       | «Dance by the Light of the Moon»      | 4:40     |  |

| Lado dos |                              |          |  |
| N.º      | Título                       | Duración |  |
| 1.       | «Rachel»                     | 0:58     |  |
| 2.       | «King of Nothing» (J. Seals) | 4:06     |  |
| 3.       | «29 Years from Texas»        | 3:07     |  |
| 4.       | «Ledges»                     | 3:03     |  |
| 5.       | «Follow Me»                  | 3:39     |  |
| 6.       | «Big Mac»                    | 4:21     |  |

## Créditos y personal
Créditos adaptados desde las notas de álbum de Unborn Child.
Músicos
- Jim Seals – guitarra, voces
- Louie Shelton – guitarra eléctrica
- Buddy Emmons – steel guitar
- Dash Crofts – mandolina
- David Paich – teclados, arreglos de cuerda y trompa
- David Hungate – bajo eléctrico
- Jeff Porcaro – batería
- Bobbye Porter – percusión

Personal técnico
- Louie Shelton – productor
- Dave Hassinger – ingeniero de audio
- John Mills – ingeniero asistente
- Ed Thrasher – director artístico
- Lockart – diseño de portada
- Margo Zafer Nahas – ilustración

## Posicionamiento

### Gráfica semanal
| Gráfica (1974–75)                         | Pico de posición |
| ----------------------------------------- | ---------------- |
| Australia (Kent Music Report)             | 37               |
| Canadá (RPM Top Albums)                   | 18               |
| Estados Unidos (Billboard Top LPs & Tape) | 14               |
| Nueva Zelanda (Recorded Music NZ)         | 17               |

### Gráfica de fin de año
| Gráfica (1974)                            | Pico de posición |
| ----------------------------------------- | ---------------- |
| Estados Unidos (Billboard Top LPs & Tape) | 52               |

## Certificaciones y ventas
| País                  | Certificación | Ventas    |
| --------------------- | ------------- | --------- |
| Estados Unidos (RIAA) | Oro           | 1 000 000 |